# Špela Rogelj
Špela Rogelj, slovenska smučarska skakalka, * 8. november 1994, Ljubljana. 
Rogljeva je nekdanja članica kluba SSK Ilirija in slovenske ženske skakalne reprezentance. Dosegla je srebrno medaljo na ekipni tekmi Svetovnega prvenstva 2021 in pet uvrstitev na stopničke v svetovnem pokalu, od tega eno zmago. 

## Tekmovalna kariera

### Celinski pokal, 2008-11
Krstni nastop na tekmah celinskega pokala je Špela doživela 23. januarja 2008 v italijanskem Dobbiacu, ko je tedaj stara komaj 13 let zasedla 24. mesto. Leto dni kasneje si je na istem prizorišču priskakala prvo uvrstitev med deset najboljših, ko je bila sedma. V sezoni 2008-09 je bila v seštevku uvrščena kot druga najboljša Slovenka na 24. mesto za osvojenih 141 točk. V naslednji sezoni, 2009-10, se je redno uvrščala med dobitnice točk in na koncu zaključila, zopet kot druga najboljša Slovenka, na 16. mestu s 277 točkami. Rezultatsko je v naslednji sezoni 2011 še nekoliko napredovala. Poleg rednega uvrščanja med dobitnice točk je proti koncu tekmovanja dodala še nekaj uvrstitev med najboljših deset in sezono zaključila na 13. mestu s 335 točkami.

#### Srebro na MSP 2011
Poleg rednega nastopanja v tedaj najmočnejšem ženskem skakalnem tekmovanju se je udeležila še svetovnega mladinskega prvenstva, ki je bilo organizirano v estonskem Otepääju. Tam je 27. januarja 2011 na tekmi posameznic osvojila drugo mesto in srebrno kolajno. To je bila prva srebrna kolajna za Slovenke po dveh bronih in tudi edina v prvem desetletju tekmovanj. Torej je Špeli uspela najboljša uvrstitev prvega desetletja med slovenskimi posameznicami.

### Svetovni pokal, 2011-16
Na tekmah svetovnega pokala je debitirala na sploh prvi tekmi svetovnega pokala v smučarskih skokih za ženske 3. decembra 2011 v Lillehammerju z desetim mestom. V nadaljevanju sezone 2011-12 se je dokaj redno uvrščala med dobitnice točk in na koncu kot tretja najboljša Slovenka končala na 17. mestu s 165 točkami. 

#### Mladinsko SP 2012
Februarja 2012 se je udeležila tekmovanja za mladinsko svetovno prvenstvo, ki je tedaj bilo v turškem Erzurumu. Najprej je nastopila na tekmi posameznic in zasedla 5. mesto. Nato je 25. februarja 2012 nastopila na prvi organizirani ženski ekipni tekmi v postavi skupaj z Uršo Bogataj, Emo Klinec in Katjo Požun ter se veselila osvojenega tretjega mesta in bronaste kolajne.
V nadaljevanju tekmovalne kariere je redno nastopala v svetovnem pokalu in se tudi redno uvrščala med dobitnice točk. Včasih pa ji je uspel malo boljši nastop. Tako je v sezoni 2012-13 zabeležila svoj najboljši dotedanji rezultat, ko je bila dvakrat četrta. Sezono je zaključila kot druga najboljša Slovenka na skupno 11. mestu. 

#### Ekipno zlato iz MSP 2013
Januarja 2013 je bilo organizirano mladinsko svetovno prvenstvo za skakalce v češkem Liberecu. Tam Rogljevi na tekmi posameznic ni uspelo ponoviti dosežka izpred dveh let, bila je šele sedma. Zato pa se je veselila osvojene ekipne zlate medalje. Na vrhu so ji družbo delale še Urša Bogataj, Ema Klinec in Katja Požun. Torej ista postava, ki je leto dni nazaj osvojila bron.
V sezoni 2013-14 je rezultatsko nekoliko nazadovala in jo zaključila na 20. mestu kot tretja najboljša Slovenka. Nastop se ji ni posrečil tudi na prvi tekmi za ženske v smučarskih skokih v zgodovini olimpijskih iger na srednji skakalnici kjer je osvojila 26. mesto. 

#### Mladinsko SP 2014 in tretja zaporedna ekipna medalja
Konec januarja 2014 je nastopila na svojem zadnjem mladinskem svetovnem prvenstvu v Val di Fiemme. Na tekmi posameznic je bila osma, na ekipni tekmi skupaj s Uršo Bogataj, Barbaro Klinec in Anjo Javoršek pa je osvojila srebrno medaljo za drugo mesto.
5. decembra 2014 je na prvi tekmi svetovnega pokala sezone 2014-15 v Lillehammerju dosegla svojo prvo zmago in sploh prvo uvrstitev na stopničke ter prvo zmago za slovensko žensko reprezentanco v smučarskih skokih. V nadaljevanju se ji je uspelo še trikrat uvrstiti na tretje mesto. Sezono svetovnega pokala 2014-15 je tako v skupnem seštevku končala na 4. mestu kot najbolje uvrščena Slovenka dotedaj. 
V sezoni 2015-16 se je redno uvrščala med dobitnice točk, bila petkrat med prvo deseterico, od tega enkrat na stopničkah. To je bilo 13. februarja 2016, ko je na prvi od dveh domačih tekem na Ljubnem zasedla tretje mesto, na tekmi, ki jo je dobila Maja Vtič je dopolnila slovenski uspeh.

## Dosežki v svetovnem pokalu

### Uvrstitve po sezonah
| Sezona  | Uvrstitev | Točk |
| ------- | --------- | ---- |
| 2011-12 | 17.       | 165  |
| 2012-13 | 11.       | 387  |
| 2013-14 | 20.       | 221  |
| 2014-15 | 4.        | 581  |
| 2015-16 | 10.       | 415  |
| 2016-17 | 17.       | 271  |
| 2017-18 | 19.       | 175  |

### Uvrstitve na stopničke po sezonah
| Sezona  | 1 | 2 | 3 | Skupaj |
| 2011-12 | - | - | - | -      |
| 2012-13 | - | - | - | -      |
| 2013-14 | - | - | - | -      |
| 2014-15 | 1 | - | 3 | 4      |
| 2015-16 | - | - | 1 | 1      |
| 2016-17 | - | - | - | -      |
| 2017-18 | - | - | - | -      |
| 2018-19 | - | - | - | -      |
| Skupaj  | 1 | - | 4 | 5      |

### Zmage na posamičnih tekmah (1)
| Št. | Sezona  | Datum            | Lokacija    | Skakalnica                         | Velikost |
| --- | ------- | ---------------- | ----------- | ---------------------------------- | -------- |
| 1   | 2014-15 | 5. december 2014 | Lillehammer | Lysgårdsbakken K 100 (nočna tekma) | Srednja  |